# Rodrigo Rafael Vásquez Schroder
Rodrigo Rafael Vásquez Schroder (6 de desembre de 1969) és un jugador d'escacs xilè, que té el títol de Gran Mestre des de 2004.
A la llista d'Elo de la FIDE del gener de 2020, hi tenia un Elo de 2487 punts, cosa que en feia el jugador número 4 (en actiu) de Xile. El seu màxim Elo va ser de 2561 punts, a la llista de gener de 2005 (posició 253 al rànquing mundial).

## Resultats destacats en competició
Ha estat cinc vegades campió de Xile, els anys 1989, 1992, 2004, 2010 i 2014.
Va jugar al Campionat del món d'escacs de 2004 (FIDE), on fou eliminat en primera ronda per Francisco Vallejo Pons.

### Participació en olimpíades d'escacs
Ha participat representant Xile en cinc Olimpíades d'escacs, els anys 1990 a Novi Sad, 1998 a Elistà, 2004 a Calvià, 2010 a Khanti-Mansisk i 2012 a Istanbul.